# Frederik van Dorp (1547-1612)

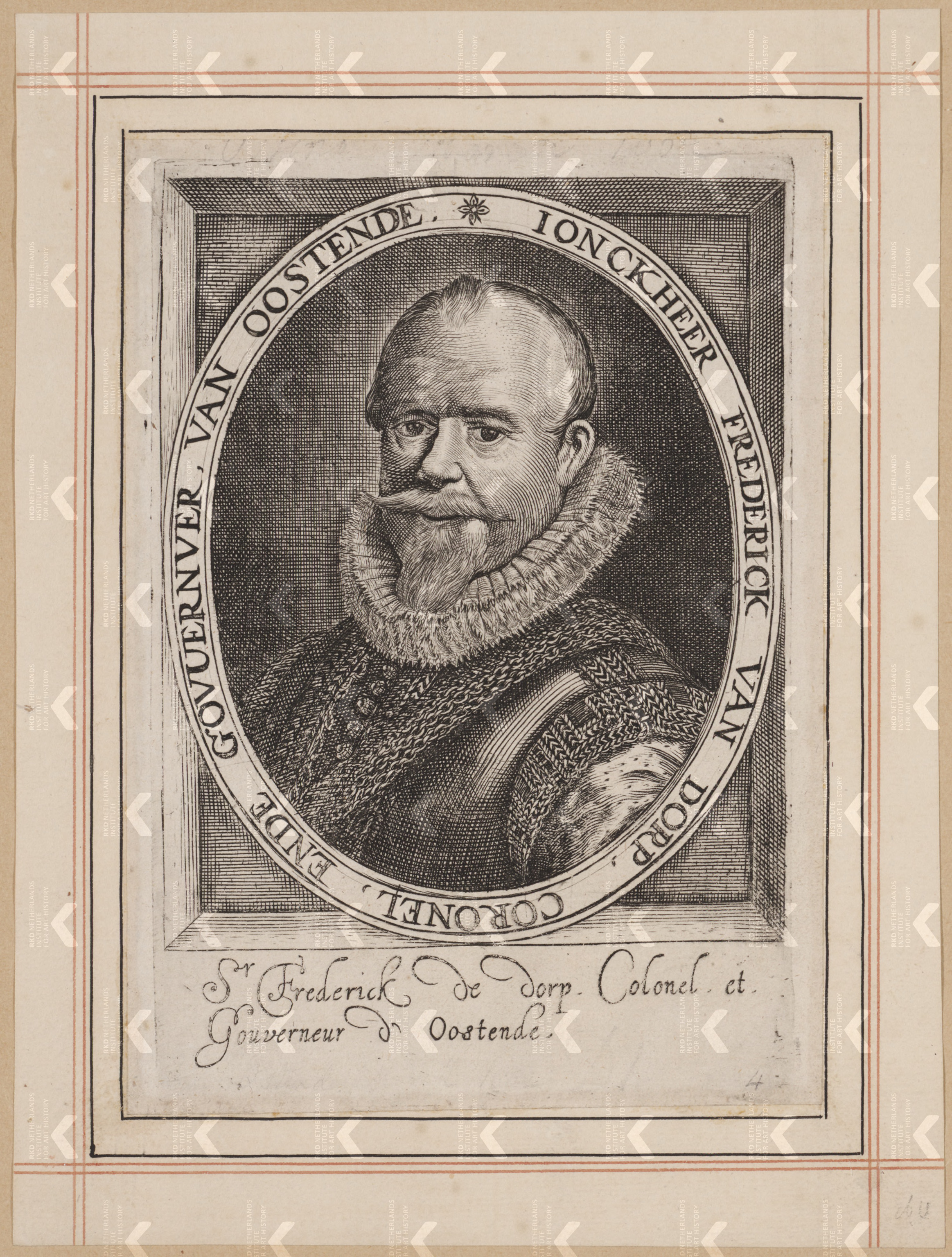
Portret van Frederik van Dorp door een anonieme kunstenaar.

Frederik van Dorp (1547 - Tholen, 1612) was kolonel in het Staatse leger en gouverneur van Oostende en Tholen en heer van Dorp.

## Biografie
Jonkheer Frederik begon zijn lange carrière in het Staatse leger als soldaat en vaandrig. Hij was een van de ondertekenaars van het Compromis der Edelen in 1566. In 1577 werd hij kapitein, in 1586 luitenant, in 1593 sergeant-majoor en in 1596 kolonel. In die periode was de Tachtigjarige Oorlog gaande en Frederik nam hierbij deel aan de Slag bij Heiligerlee in 1568 en de verloren Slag bij Jemmingen datzelfde jaar. Bij die verloren slag vluchtte Frederik naar Emden. Hierna nam hij deel aan de Inname van Den Briel in 1572, de slag bij Reimerswaal in 1574 en het Ontzet van Leiden in 1574 en het Beleg van Zierikzee in 1576. In 1577 werd hij van Willem van Oranje benoemd tot kapitein van een Zeeuwse Compagnie. Tijdens de verdediging van Maastricht in 1579 werd hij gevangengenomen en tegen een losgeld vrijgelaten. Hierna was hij betrokken bij het Beleg van Aalst in 1582, de Slag bij Brussel in 1585 en Breda in 1590. In 1596 nam Van Dorp als kolonel deel aan de Slag van la Fère in Frankrijk waarvoor hij door koning Hendrik werd verheven tot ridder in de Orde van Sint-Michiel. Hij kreeg het bevel over een Zeeuws regiment tijdens het Beleg van Oostende en vanaf maart 1602 tot mei 1603 werd hij de gouverneur van de stad. Hierna werd hij gouverneur van Tholen tot 1609. In 1606 was hij betrokken bij het Beleg van Brunswijk als generaal van de artillerie onder Ernst Casimir.
Frederik van Dorp was zoon van Philips van Dorp en Dorothea Nellink en was een neef van watergeus Lodewijk van Boisot. Frederik was getrouwd met Anna Schetz van Grobbendonck tot haar overlijden in 1606. Twee jaar later in 1608 hertrouwde hij met Sara Adriana van Trello. Samen woonden ze aan het Voorhout in Den Haag. Van Dorp werd in 1609 beleend met de heerlijkheid Dorp na het overlijden van Frederik van Renesse van der Aa.
In 1612 overleed Frederik waarschijnlijk in Tholen en werd begraven in Den Haag. Frederik had vijf zonen: Tertuliaan, Philips, Octaviaan, Arent en Frederik. Zoon Philips van Dorp zou admiraal van Holland worden en zoon Frederik van Dorp zou president van het Hof van Holland, lid van de ridderschap, baljuw en dijkgraaf van Rijnland en ambassadeur worden.